# (12397) Peterbrown
(12397) Peterbrown est un astéroïde de la ceinture principale.

## Description
(12397) Peterbrown est un astéroïde de la ceinture principale. Il fut découvert le 27 mars 1995 à Kitt Peak par le projet Spacewatch. Il présente une orbite caractérisée par un demi-grand axe de 3,17 UA, une excentricité de 0,11 et une inclinaison de 8,7° par rapport à l'écliptique.

## Compléments